# Bonhill
Bonhill är en ort i Storbritannien.   Den ligger i kommunen West Dunbartonshire och riksdelen Skottland, i den nordvästra delen av landet, 600 km nordväst om huvudstaden London. Bonhill ligger 59 meter över havet och antalet invånare är 9 418.
Terrängen runt Bonhill är kuperad söderut, men norrut är den platt. Runt Bonhill är det tätbefolkat, med 881 invånare per kvadratkilometer. Närmaste större samhälle är Greenock, 12,7 km väster om Bonhill. Trakten runt Bonhill består i huvudsak av gräsmarker.